# Torre d'Isola
Torre d'Isola är en ort och kommun i provinsen Pavia i regionen Lombardiet i Italien. Kommunen hade 2 425 invånare (2018).